# منتخب فرنسا لكرة اليد
منتخب فرنسا لكرة اليد رجال (بالفرنسية: Équipe de France de handball masculin)‏ هو الممثل الرسمي لدولة فرنسا في لعبة كرة اليد.

## الإنجازات
الألعاب الأولمبية
- الميدالية الذهبية: 2008، 2012، 2020
- الميدالية الفضية: 2016
- الميدالية البرونزية: 1992

بطولة العالم
- البطل: 1995، 2001، 2009، 2011، 2015، 2017
- الوصيف: 1993
- المركز الثالث: 1997، 2003، 2005

بطولة أوروبا
- البطل: 2006، 2010، 2014
- المركز الثالث: 2008

## روابط إضافية
- Fédération française de handball, website in French
- Spanish Handball
- European Beach Handball community
- Handball files download